# Roz-sur-Couesnon
Roz-sur-Couesnon é uma comuna francesa na região administrativa da Bretanha, no departamento Ille-et-Vilaine. Estende-se por uma área de 25,58 km². Em 2010 a comuna tinha 1 012 habitantes (densidade: 39,6 hab./km²).